# René Deceja
René Deceja Sierra (ur. 16 kwietnia 1934 w Santa Rosa, zm. 21 lipca 2007 w La Paz) – urugwajski kolarz szosowy i torowy, dwukrotny olimpijczyk, dwukrotny brązowy medalista Igrzysk Panamerykańskich 1959, dwukrotny mistrz Urugwaju.

## Rezultaty

### Igrzyska olimpijskie
| Igrzyska       | Konkurencja                                       | Czas       | Wynik                |
| -------------- | ------------------------------------------------- | ---------- | -------------------- |
| Melbourne 1956 | Wyścig indywidualny ze startu wspólnego           | 5-31:58    | 33.                  |
| Melbourne 1956 | Wyścig drużynowy ze startu wspólnego              | DNF        | DNF                  |
| Melbourne 1956 | 4000 m drużynowo na dochodzenie                   | 5:02.4     | 2. w biegu 4 rundy 1 |
| Meksyk 1968    | Wyścig drużynowy na 100 km ze startu zatrzymanego | 2-25:47.20 | 24.                  |

### Igrzyska panamerykańskie
Uwzględniono jedynie wyniki medalowe
| Igrzyska     | Konkurencja          | Czas    | Wynik |
| ------------ | -------------------- | ------- | ----- |
| Chicago 1959 | Drużynowo 189 km     | 23 pkt  | 3.    |
| Chicago 1959 | Indywidualnie 189 km | 4.32.55 | 3.    |

### Mistrzostwa Urugwaju
Uwzględniono jedynie wyniki medalowe
- 1957 – brązowy medal
- 1958 – złoty medal
- 1960 – brązowy medal
- 1962 – srebrny medal
- 1967 – złoty medal[5]